# Heusden (vestingstad)
Heusden is een gerestaureerde vestingstad  in de Nederlandse gemeente Heusden (provincie Noord-Brabant), gelegen aan de Maas en de Bergsche Maas. Zij telt ongeveer 1.315 inwoners (2023). In 1968 is begonnen met het in oude stijl restaureren van de vestingstad Heusden. Dit grootscheepse restauratieproject liep twintig jaar. Heusden is de hoofdstad van het Land van Heusden. Dichtstbijzijnde steden zijn Waalwijk ten zuidwesten van Heusden en 's-Hertogenbosch in het oosten. Heusden draagt de bijnamen 'Galeriestad', 'Vestingstad' en 'Maasstad'.

## Toponymie
De toponymie van Heusden is onzeker. Deze naam en verwante vormen als Husdine, Houdain en Hesdin komen voor van Nederland tot Noord-Frankrijk, zodat geopperd is dat het een soortnaam betreft. Het is echter niet zeker dat alle vormen op dezelfde manier verklaard kunnen worden.
Het eerste deel van de naam kan duiden op een omsloten of verborgen plaats, wat een waaier aan mogelijkheden inhoudt, zoals binnenplaats, schuilplaats, toevluchtsoord of schatkamer. Het einde -en is te herleiden tot het Germaanse plaatsaanduidende suffix -inja. Een alternatieve verklaring leidt de naam af van Kusidiniom, 'de plaats van Kusidinios', mogelijk verwijzend naar iemand met een goed gehoor, aangenomen dat de naam teruggaat op de Indo-Europese grondvorm keus, 'horen'.

## Wapen
Het wapen van Heusden bevat een houten rad met zes spaken. De beschrijving luidt: In goud een rood rad. Het schild gedekt met een gouden kroon van 5 bladeren. De betekenis hiervan is niet geheel duidelijk. Een legende beweert dat de Engelse koningsdochter Sophia door de heer van Heusden zou zijn geschaakt. Dienaren van de koning werden op pad gestuurd om haar terug te halen en vonden haar, zittend achter een spinnewiel. Dit verhaal is alleen daarom al onwaarschijnlijk omdat het speelt in een tijd dat het spinnewiel nog niet was uitgevonden.
Waarschijnlijker is de uitleg dat het rad verwijst naar Catharina van Alexandrië, patroonheilige van de stad.

## Geschiedenis

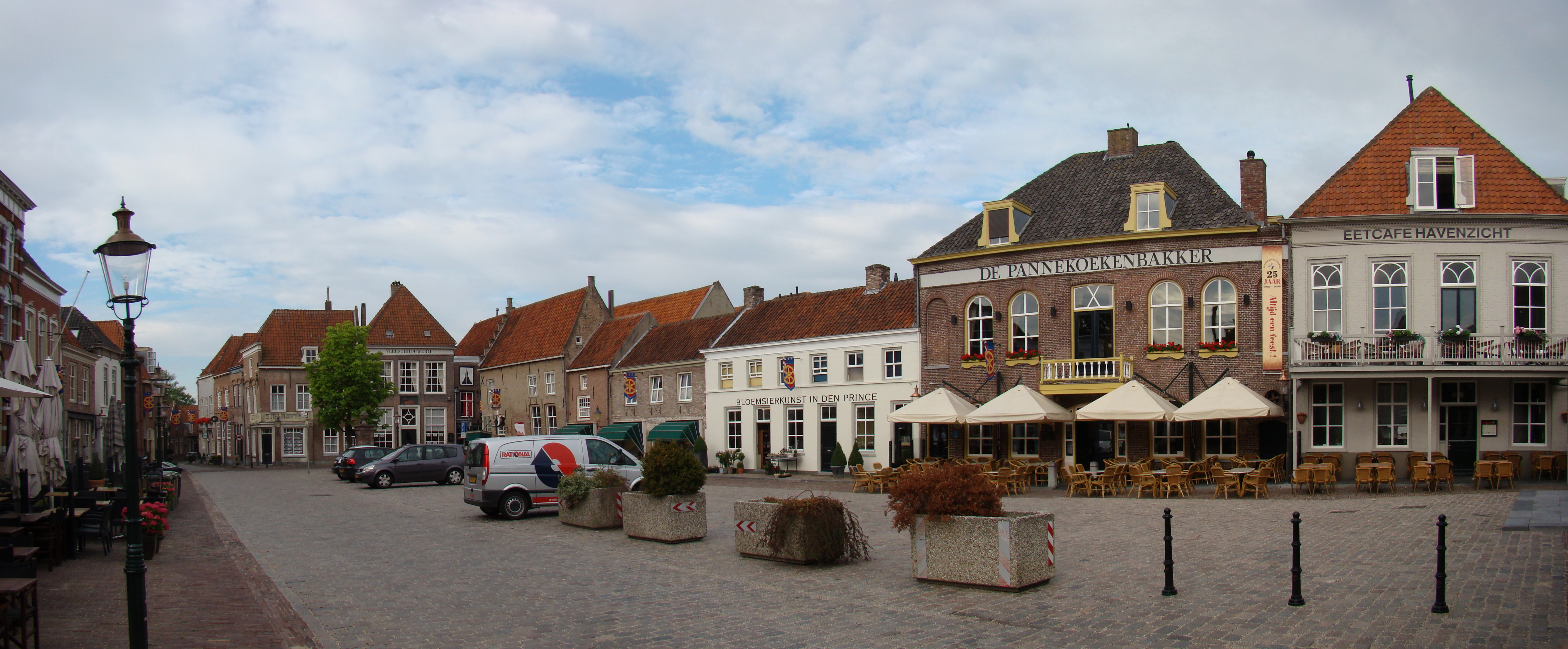
Vismarkt

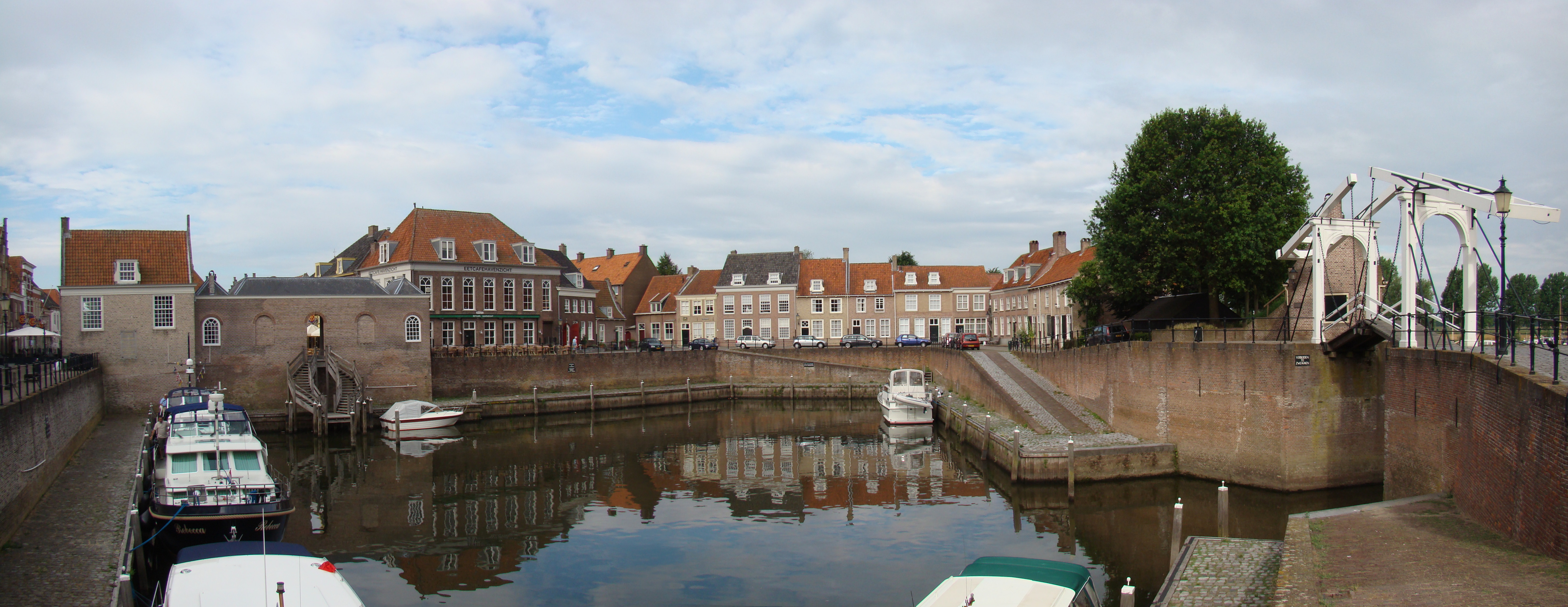
Haven

De eerste vermelding van Heusden dateert uit 722, als Hunsata Super fluvium Mosam. In 839 zou de plaats door de Noormannen verwoest zijn. Vermoedelijk ging het hierbij niet om de stad Heusden zoals we die in de moderne tijd kennen, die is van een latere datum. Het zou om een plaats kunnen gaan die overeenkomt met het huidige Oudheusden, dat aan de toenmalige loop van de Maas gelegen was.
Het Kasteel Heusden dateert uit de 12e eeuw. In de buurt van dit kasteel ontwikkelde zich het huidige stadje Heusden. In het jaar 1157 was er al sprake van een conflict tussen de abt van Sint-Truiden en een Tempelier over het bezit van de kapel. In het jaar 1210 werd vervolgens melding gemaakt van een kerk. Heusden lag op de strategische grens tussen het hertogdom Brabant, het graafschap Holland en het hertogdom Gelre, terwijl ook het graafschap Kleef er aanvankelijk rechten bezat. Hierdoor was de politieke situatie van Heusden onduidelijk. Zo werd Heusden in 1279 ingenomen door hertog Jan I van Brabant en dit wordt als het begin van de Brabantse invloed beschouwd, hoewel er al eerder schermutselingen waren tussen de drie machtsblokken.
Het is niet duidelijk wanneer de plaats stadsrechten kreeg. Diverse bronnen vermelden jaren als 1231, tussen 1290 en 1296, en 1318. Jan van Wijnvliet, burggraaf van Heusden verbouwde en versterkte de burcht in de jaren 1338-1339 met een muur. In 1340 werd Wijnric van Oyen door Jan van Wijnvliet aangesteld tot drossaard van het Land van Heusden. In 1357 werd het Land van Heusden verkocht aan het Graafschap Holland en werd dus Hollands. De reden van de verkoop lag in het feit dat de Graaf van Holland partij zou kiezen voor een Brabantse kandidaat in een opvolgingskwestie. Omstreeks 1810 werd Heusden bij de huidige provincie Noord-Brabant gevoegd.
In Heusden hebben zich meerdere rampen voorgedaan. In 1569 werd de stad door de Spanjaarden belegerd en geheel verwoest. Meerdere keren werd de stad getroffen door de pest. Tijdens de grote brand in 1572 werd bijna de hele stad in de as gelegd. Van het prachtige stadhuis was niets meer over. In 1680 werden het kasteel en omliggende huizen verwoest, doordat de bliksem in de kruittoren sloeg.
Jacob Kemp ontwierp aan het einde van de 16e eeuw een moderne omwalling volgens het oud-Nederlands vestingstelsel. De middeleeuwse ommuring had vier stadspoorten: de Wijkse poort, de Bossche poort, de Oudheusdense poort en de Veerpoort. Toen de ommuring werd gesloopt, ten behoeve van de aarden vestingwerken, verdween de Bossche Poort en werd de Herptse Poort gebouwd. De Wijkse Poort werd verplaatst en later uitgebreid tot de huidige vorm. De graaf de Mirabeau wees op de patriottische gezindheid van Heusden en nam het stadje op in zijn aanvalsplan. Ook Cornelis Krayenhoff zou in 1794 via Heusden optrekken.
De laatste tragische gebeurtenis vond plaats tegen het einde van de Tweede Wereldoorlog. Terwijl de geallieerden oprukten, zochten de Duitsers hun heil achter een nieuwe linie, de Bergsche Maas. Zij lieten de hoogste punten in de vesting, het stadhuis en twee kerktorens, opblazen. Dat deden de Duitsers ook elders, om de oprukkende geallieerden te beletten hoge gebouwen als uitkijkposten te gebruiken.
Het vorige stadhuis in Heusden was een neo-gotisch bouwwerk, wat vrij zeldzaam was in Nederland. Tijdens de geallieerde beschietingen hielden vele Heusdenaren zich schuil in de grote kelder van het stadhuis. Een deel ervan verbleef in de kelder tijdens de onaangekondigde opblazing. In de nacht van 4 op 5 november 1944 werd de toren van het stadhuis opgeblazen, maar het hele stadhuis stortte in en 134 mannen, vrouwen en kinderen kwamen om. Destijds was dit tien procent van de totale bevolking. Nog geen vier uur later reden de Schotse tanks en Poolse divisies Heusden binnen. De daders van de aanslag werden nooit gevonden, en Heusden verloor een deel van zijn inwoners en een historisch bouwwerk.

## Bezienswaardigheden

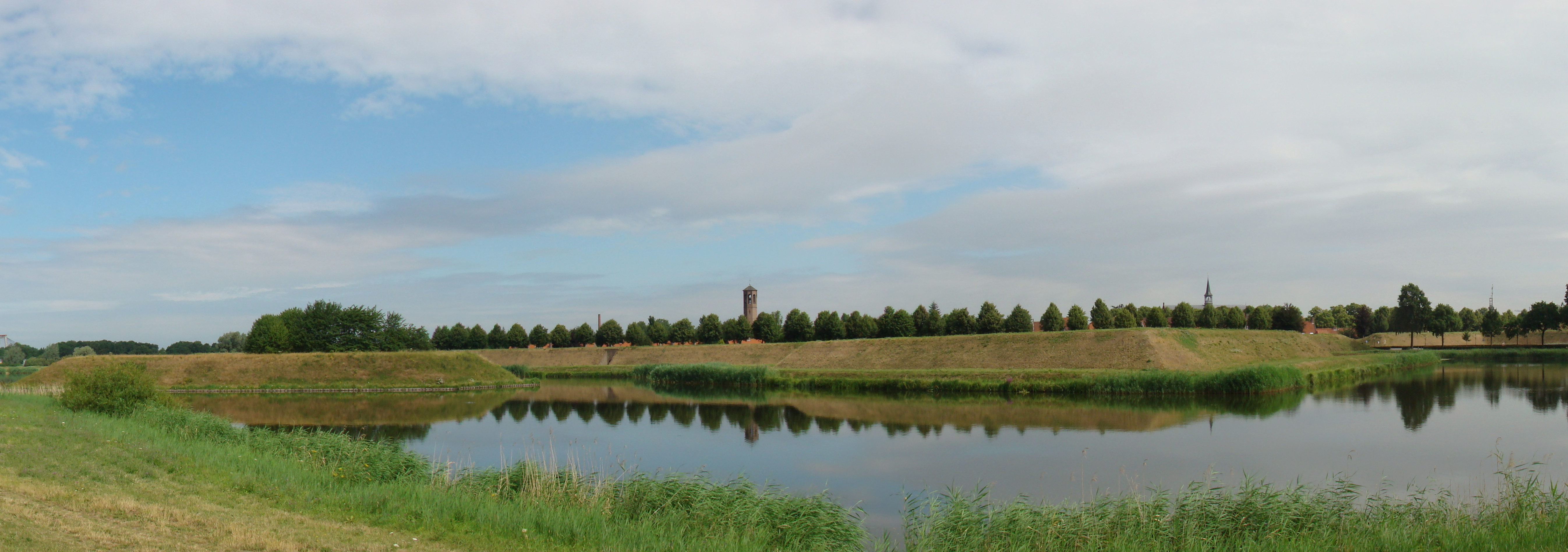
Vestingwerken

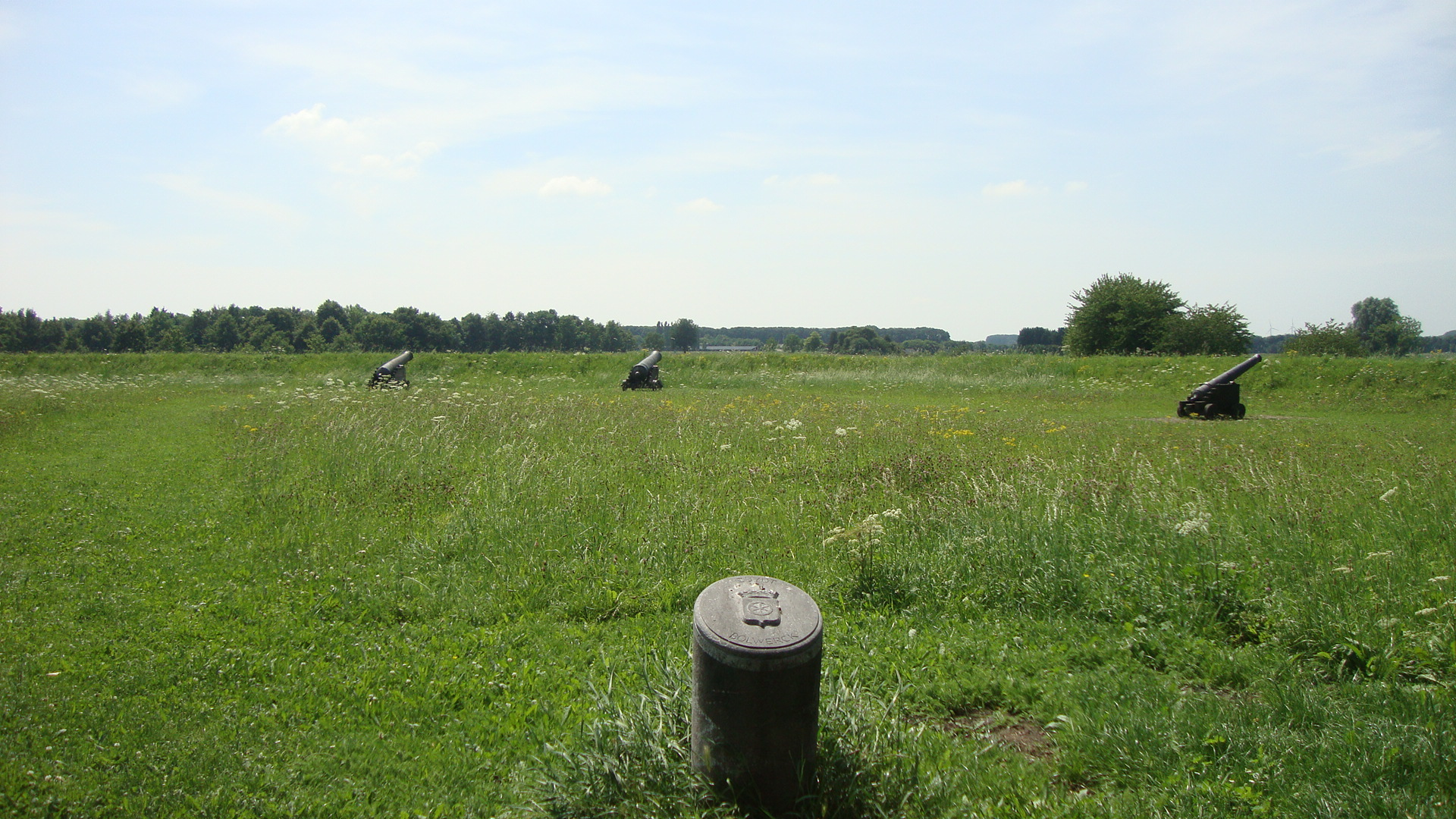
Kanonnen op een bolwerk.

### Vestingwerken
In 1581 begon men, in opdracht van Willem van Oranje, met de modernisering van de vestingwerken van Heusden onder leiding van Jacob Kemp. Ook vestingbouwer Adriaen Anthonisz speelde hierin een rol. De haven en het kasteel kwamen daarmee binnen de omwalling te liggen. De vesting werd volgens het Oud-Nederlands vestingstelsel aangelegd. Tussen 1613 en 1620 vonden verdere verbeteringen plaats. Ook de Wiel, een plas ontstaan in 1679, kwam nu binnen de omwalling te liggen. Aldus werd de reputatie van onneembare vesting hooggehouden. Heusden speelde tijdens de Tachtigjarige Oorlog een belangrijke rol als bruggenhoofd voor de Staatsen. Van 1700 - 1730 werd de vesting aangepast aan het Nieuw Nederlands Vestingstelsel, waarbij de hoornwerken werden geslecht.
Toen het Koninkrijk der Nederlanden werd gesticht had de vesting, die deel uitmaakte van de Zuiderwaterlinie, geen functie meer. In 1821 verloor het stadje zijn vestingstatus en in 1879 ook zijn garnizoen. De verdedigingswerken werden verwaarloosd en menigmaal stond slechting ervan ter discussie. Dit gebeurde echter niet, waarop men geleidelijk de monumentale waarde ervan in zag. Uiteindelijk besloot men tot restauratie over te gaan.
Geruime tijd bestond onduidelijkheid naar welke tijdsperiode de vestingwerken gerestaureerd moesten worden. Men besloot uiteindelijk dat de restauratie moest plaatsvinden zoals de vestingwerken erbij lagen volgens de kaart van Joan Blaeu uit 1646, overeenkomstig het ontwerp van Jacob Kemp, inclusief de soms onhandige indelingen. Heusden heeft - na de restauratie van 1978 - negen bastions, zes ravelijnen, een beschermend eilandje en een natte gracht. Op enkele bastions staan standerdmolens en torens. In 1980 won Heusden de Urbes Nostrae-prijs voor zijn vestingrestauratie, de hoogste Europese prijs op het gebied van restauratie.
Kaart van de vesting van Heusden.

### Overige bezienswaardigheden

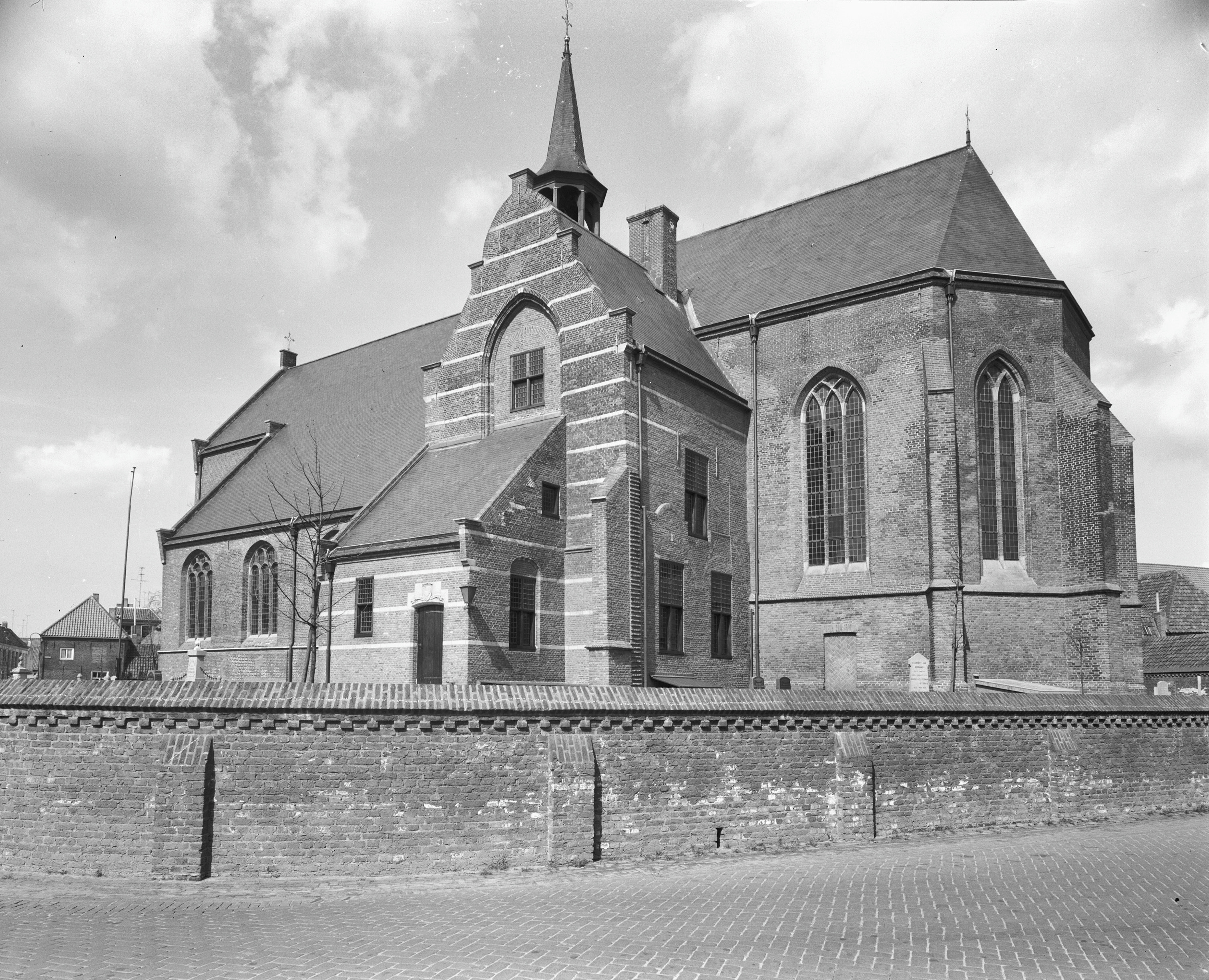
Grote of Sint-Catharinakerk

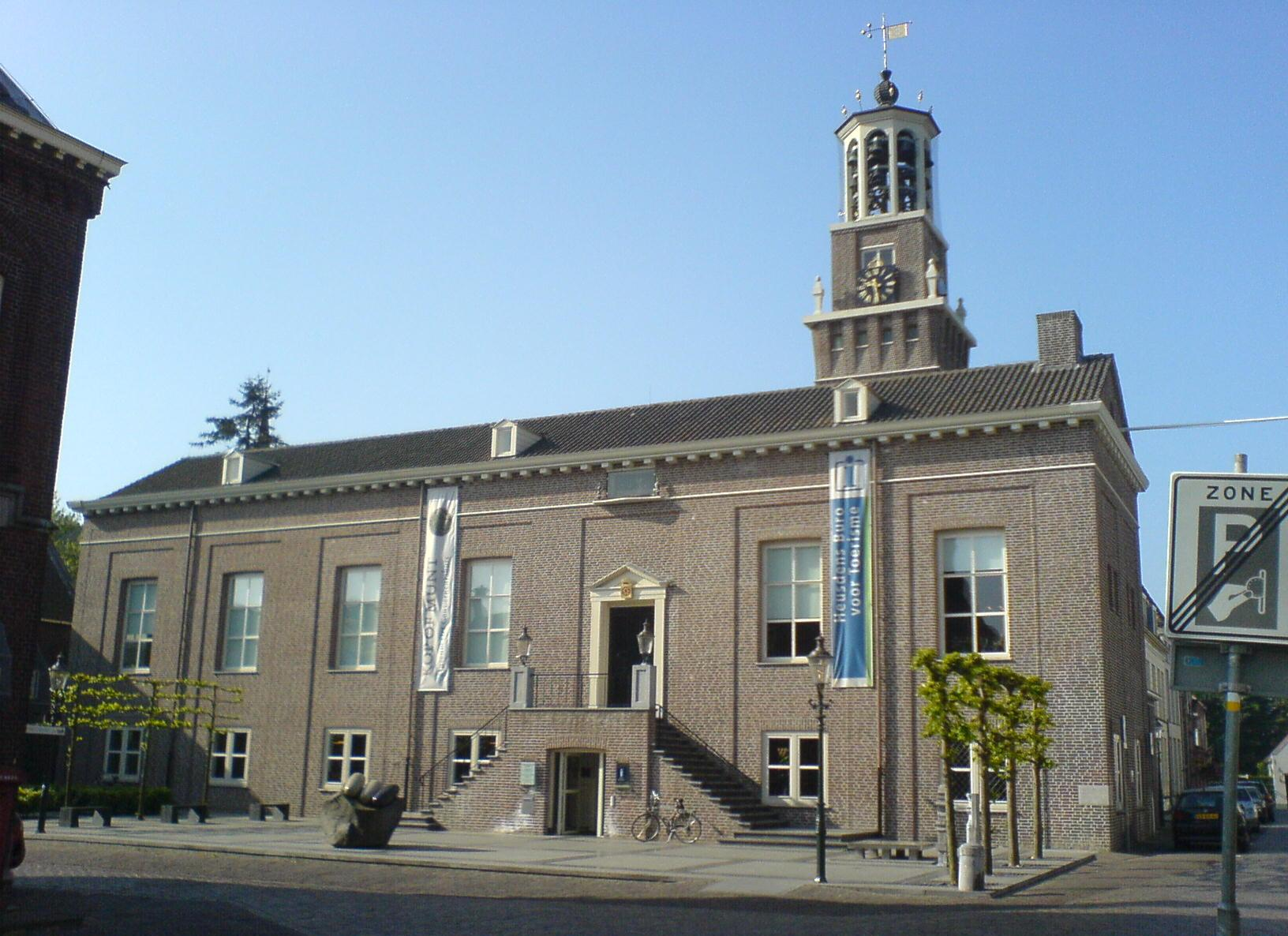
Het nieuwe stadhuis in de stijl van de Bossche School.

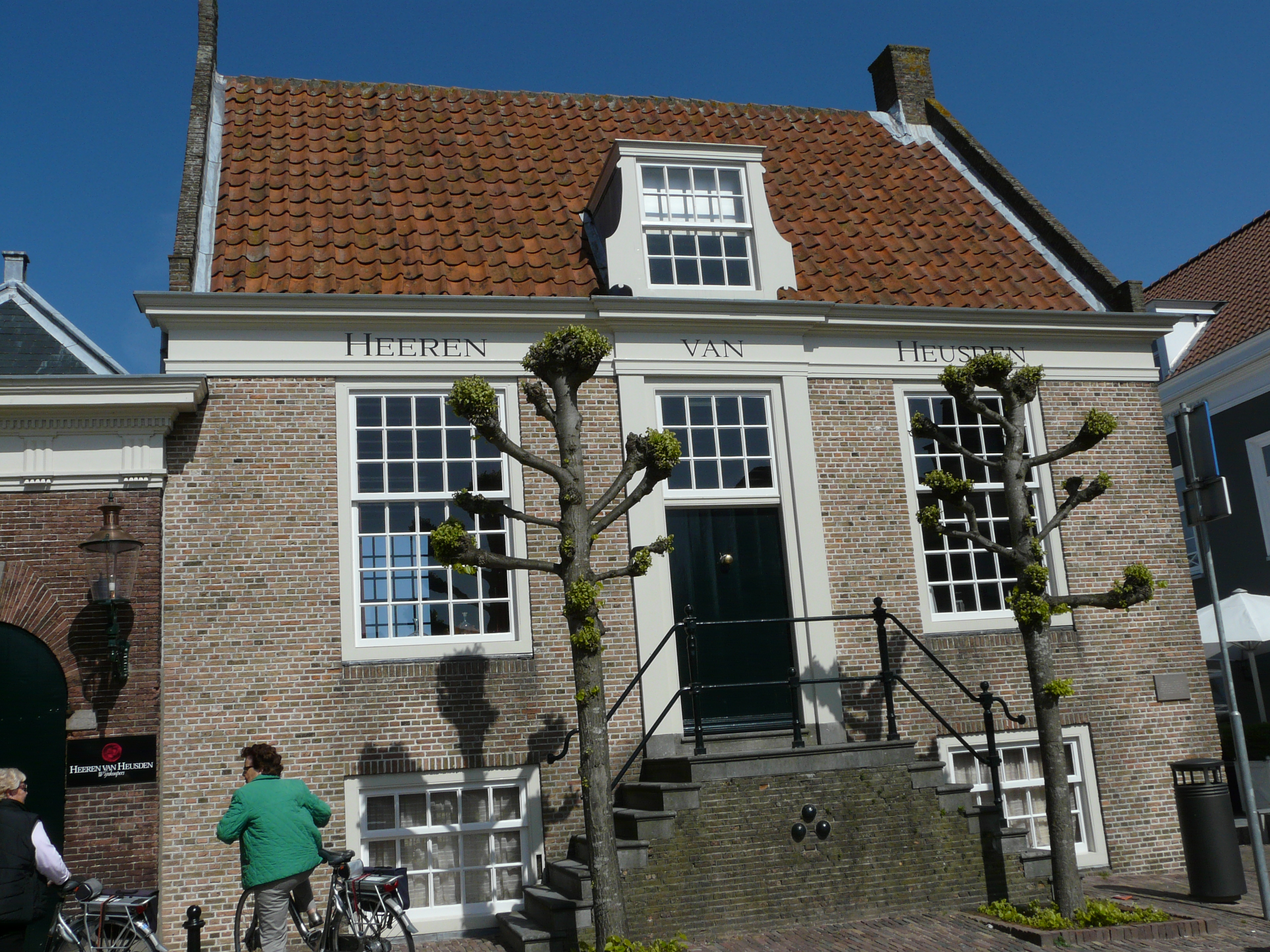
Commiezenhuis

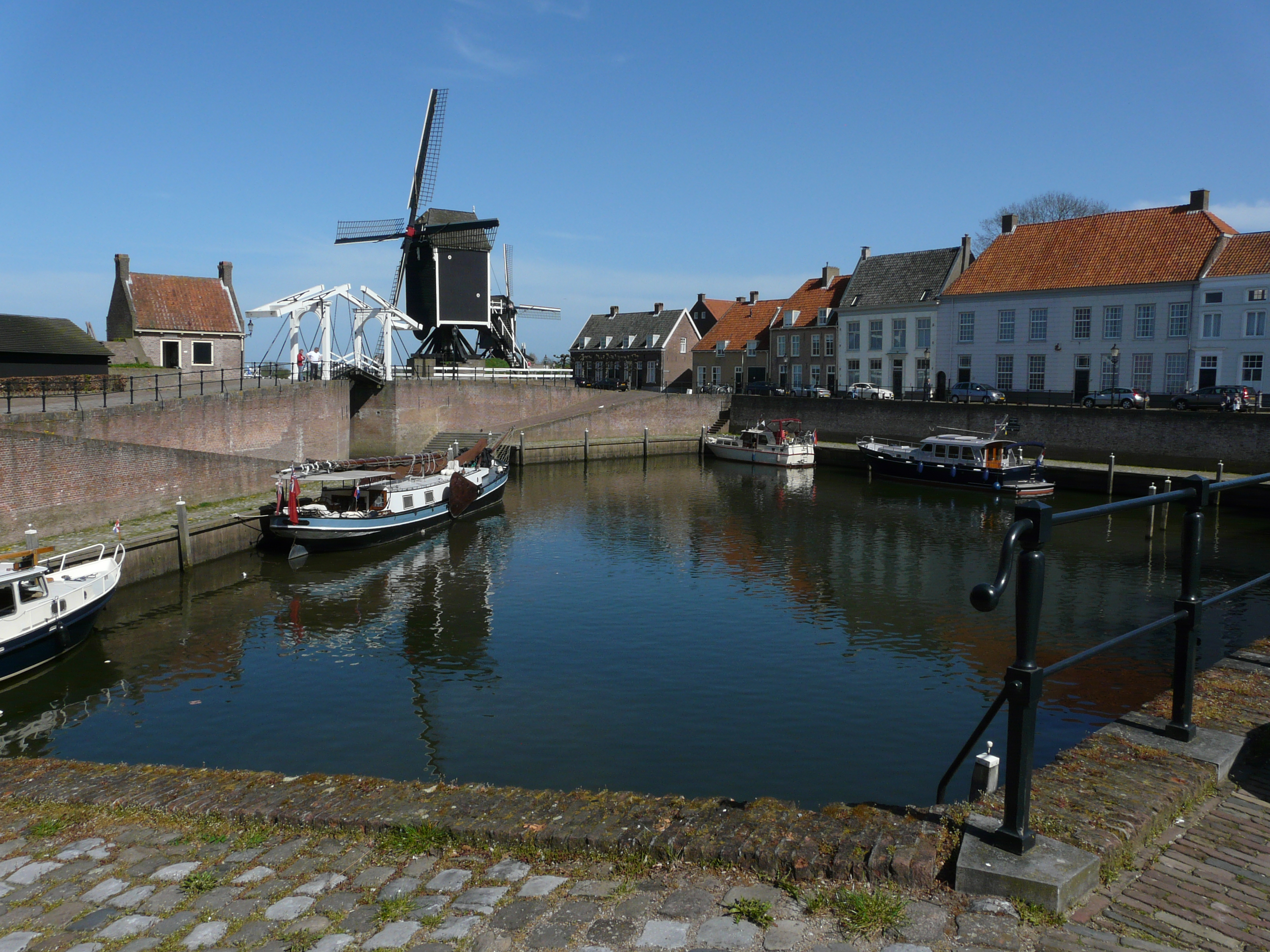
Haven

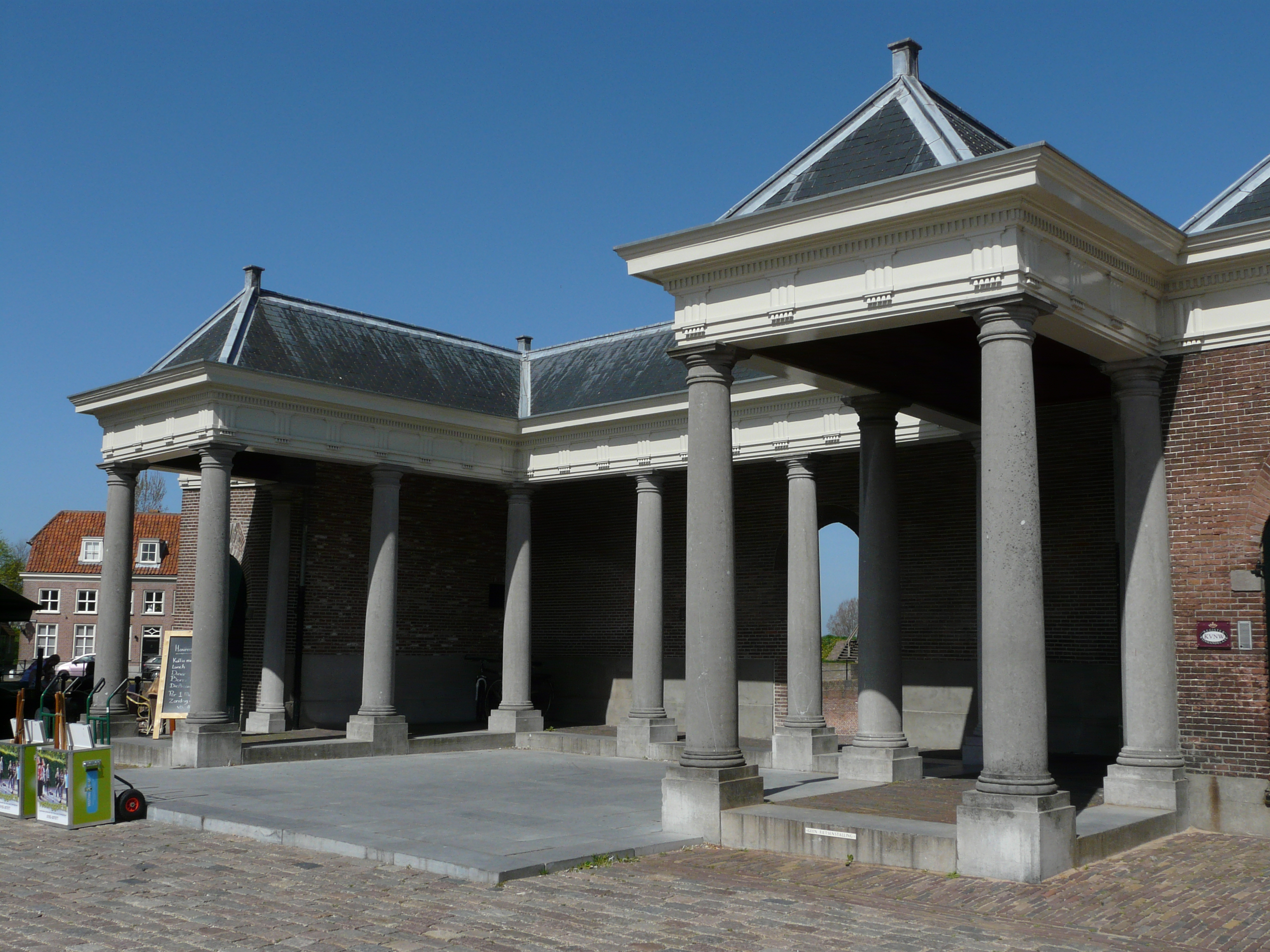
Visbank

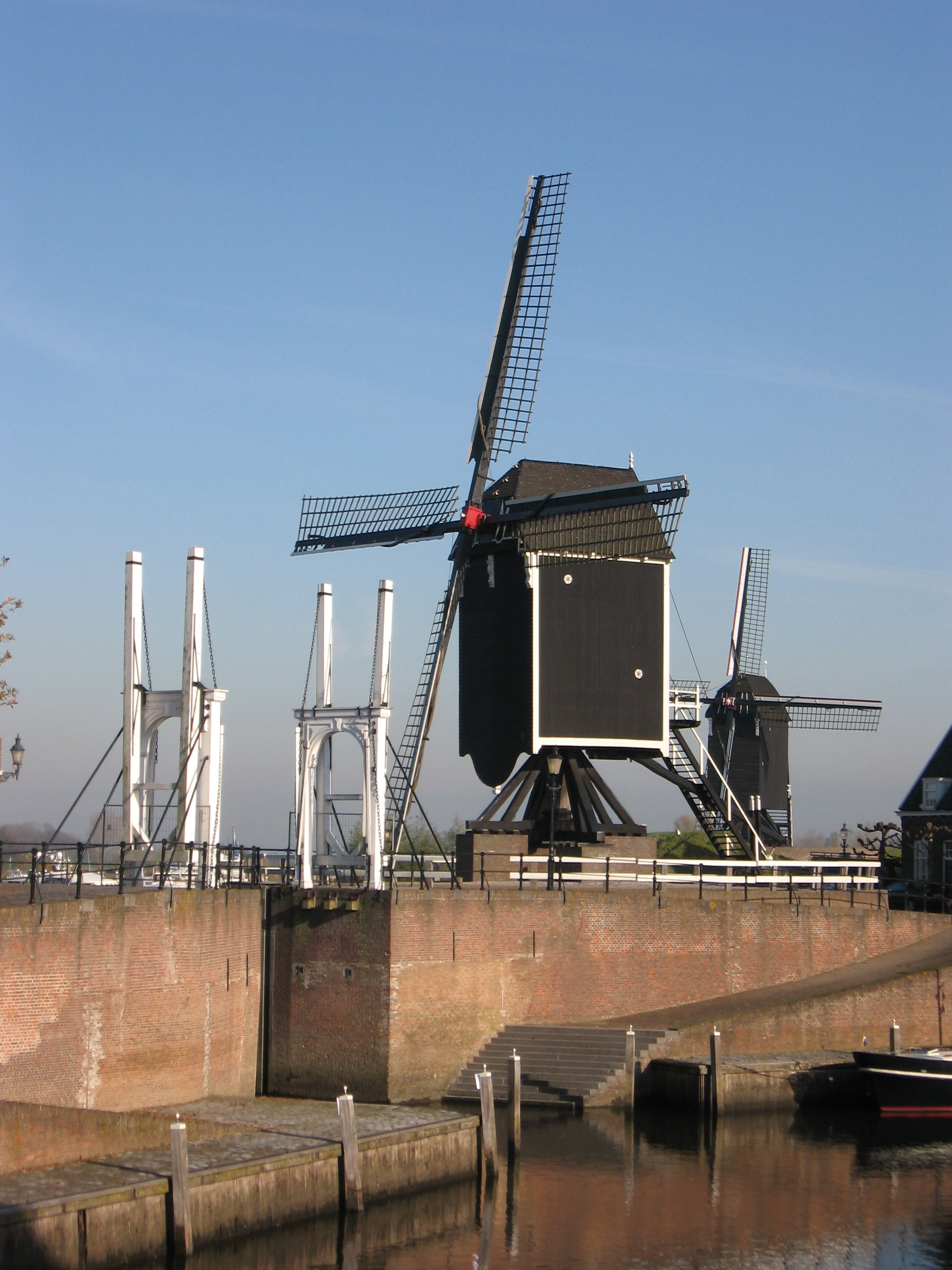
Molen nr I

Het stadje is in zijn geheel bezienswaardig en historisch, ondanks het feit dat het zware verwoestingen heeft ondergaan op de vooravond van de bevrijding in november 1944. Vanaf 1968 werd een grootscheeps restauratieplan gestart. De binnenstad met omgeving is een beschermd stadsgezicht.
Het stratenplan stamt nog uit de middeleeuwen: Een hoofdstraat (Waterpoort-Hoogstraat-Botermarkt-Breestraat) en twee daaraan evenwijdig lopende straten: De Putterstraat en de Ridderstraat-Vismarkt-Stadshaven. Deze worden verbonden door een aantal dwarsstraten.
- Resten van het Kasteel Heusden, in 1987 opnieuw opgemetseld, doch op een wijze die tegenwoordig als minder verantwoord wordt beschouwd.
- Grote of Sint-Catharinakerk, de centrale protestantse kerk in gotische stijl,
- Sint-Catharinakerk, de katholieke kerk uit 1950 in de stijl van de Bossche School,
- Gereformeerde kerk aan de Gasthuisstraat 3, uit 1865 en gerenoveerd in 2000. Het gebouw is voorzien van een ingezwenkte lijstgevel.
- Lutherse kerk, aan de Putterstraat 25, uit 1951.
- De Drie Hoefijzers, in de Zustersteeg, vernoemd naar de voormalige brouwerij "De Drie Hoefijzers" die hier van 1810 - 1920 gevestigd was. Sedert 1482 - 1588 was hier het Sint-Catharinaconvent gevestigd. In 1637 werd de kapel ervan gerestaureerd en geschikt gemaakt voor de Waalse Kerk en de Engelse Kerk, ten behoeve van huursoldaten uit de betreffende landen. Hierna werd het een Latijnse school en uiteindelijk een brouwerij. Nu zijn er woningen in gebouwd.
- De Vismarkt, het centrale plein in Heusden, is iets hoger gelegen dan de omringende straten. Er zijn vele historische panden te vinden.
- De Visbank is een gebouw uit 1796, bestaande uit een open galerijtje met twaalf Toscaanse zuilen, voorzien van twee zijvleugels. Een gevelsteen meldt: Anno Secundo Libertatis Batavae, het tweede jaar dus van de Bataafse Republiek. Heusden had overigens als eerste plaats in Nederland een Patriottisch stadsbestuur. De Visbank vormde de verbinding tussen de Vismarkt en de Haven.
- De gietijzeren Stadspomp uit 1850 werd vervaardigd door de Haagse gieterij Prins van Oranje.
- Drie standerdmolens, vlak bij elkaar op de noordelijke vestingwallen: Molen I, Molen II, en Molen III. Deze molens zijn gebouwd van 1971 - 1975. Voor Molen I is materiaal van een sloopmolen uit Lommel gebruikt.
- De Wijkse poort, is de - gereconstrueerde - stadspoort met uitzicht op de jachthaven. Vroeger gaf deze toegang tot de weg naar Wijk. Na 1904 moet men daartoe via een brug de Bergsche Maas passeren. Bij deze poort bevindt zich een grenspaal.
- De Veerpoort of Waterpoort leidde vanaf de 14e eeuw naar de veerpont die de verbinding met Nederhemert verzorgde. De huidige poort is een reconstructie op basis van de nog aanwezige oorspronkelijke fundamenten.
- De Herptse poort is een reconstructie van de plattegrond van deze poort op de oude fundamenten.
- Het Commiezenhuis dateerde oorspronkelijk uit 1648 en was aan de zuidkant van de haven gelegen. Gedurende de Franse tijd huisden hier de commiezen (douane) die tolgelden, accijnzen en invoerrechten moesten innen. In 1904 verdween het en later werd het, in iets gewijzigde vorm, nagebouwd.
- De Schuttersdoelen aan Putterstraat 42A-B, waar vroeger het Collegie van oude schutters van den voetboog van Sint-Joris te Heusden was gehuisvest. In 1905 werd het een patronaatsgebouw. De originele gevelsteen met Sint-Joris en de Draak werd bij een latere restauratie weer teruggeplaatst.
- Het laatgotische Stadhuis van Heusden werd gebouwd in 1461, na de stadsbrand van 1572 opnieuw gebouwd in 1588, in 1635 vergroot en in 1876 vrijwel geheel vernieuwd. Het werd beschouwd als een van de fraaiste gotische stadhuizen van Nederland. De Duitsers bliezen de toren ervan in de nacht van 4 op 5 november 1944 op, waarbij 134 mensen omkwamen. Het stadhuis werd niet in de oude vorm herbouwd. Het nieuwe gemeentehuis is uit 1956 in de stijl van de Bossche School. Het is nu een bezoekerscentrum en bevat onder meer een maquette van Heusden en een gildekamer.
- Het Postkantoor aan de Botermarkt 2 werd in 1893 in neogotische stijl gebouwd. Het heeft een trapgevel en een torenvormige uitbouw in vakwerk.
- De Stadshaven kwam tot stand gedurende de aanleg van de vestingwerken na 1580. In 1904, toen de Bergsche Maas was gegraven, werd de haven gedempt, maar in de jaren 70 van de 20e eeuw werd ze weer in de oude vorm hersteld.
- De Demer is de stadsgracht van Heusden. Ze werd aangelegd in 1384 door Graaf Albrecht van Beieren en stond in verbinding met de Maas. In de bocht ligt de Duiventoren, een restant van de middeleeuwse versterking van 1355, herbouwd in 1984.

### Historische woonhuizen
Heusden telt ruim 120 inschrijvingen in het rijksmonumentenregister, zie de lijst van rijksmonumenten in Heusden (plaats). Vele inschrijvingen betreffen woonhuizen, woonhuis-werkplaatsen, stoeppalen en dergelijke. De meeste huizen dateren van na de ombouw tot vestingstad. Van de vele huizen noemen we:
Diverse huizen met een Dordtse gevel, zoals Putterstraat 1a (1621), Oudheusdensestraat 15 (1619), Ridderstraat 7 (begin 17e eeuw), Ridderstraat 23 (1605). Breestraat 13 heeft een Gelderse gevel en stamt uit 1629. Ook op Hoogstraat 4 vindt men een dergelijke gevel. Putterstraat 14 is een groot huis met zij-trapgevels (1597).
17e-eeuwse gevelstenen vindt men onder meer op Breestraat 25 ("In 't Paradijs", met voorstelling van Adam en Eva), en Herptsestraat 30 (in de zijgevel: "Nackt ben ik geboren, noch heb ick meer gewonnen dan verloren").
Op Wijksestraat 38 vindt men een huis in (rococo) Lodewijk XV-stijl en op Pelsestraat 15 een gevel in Empirestijl.

### Musea

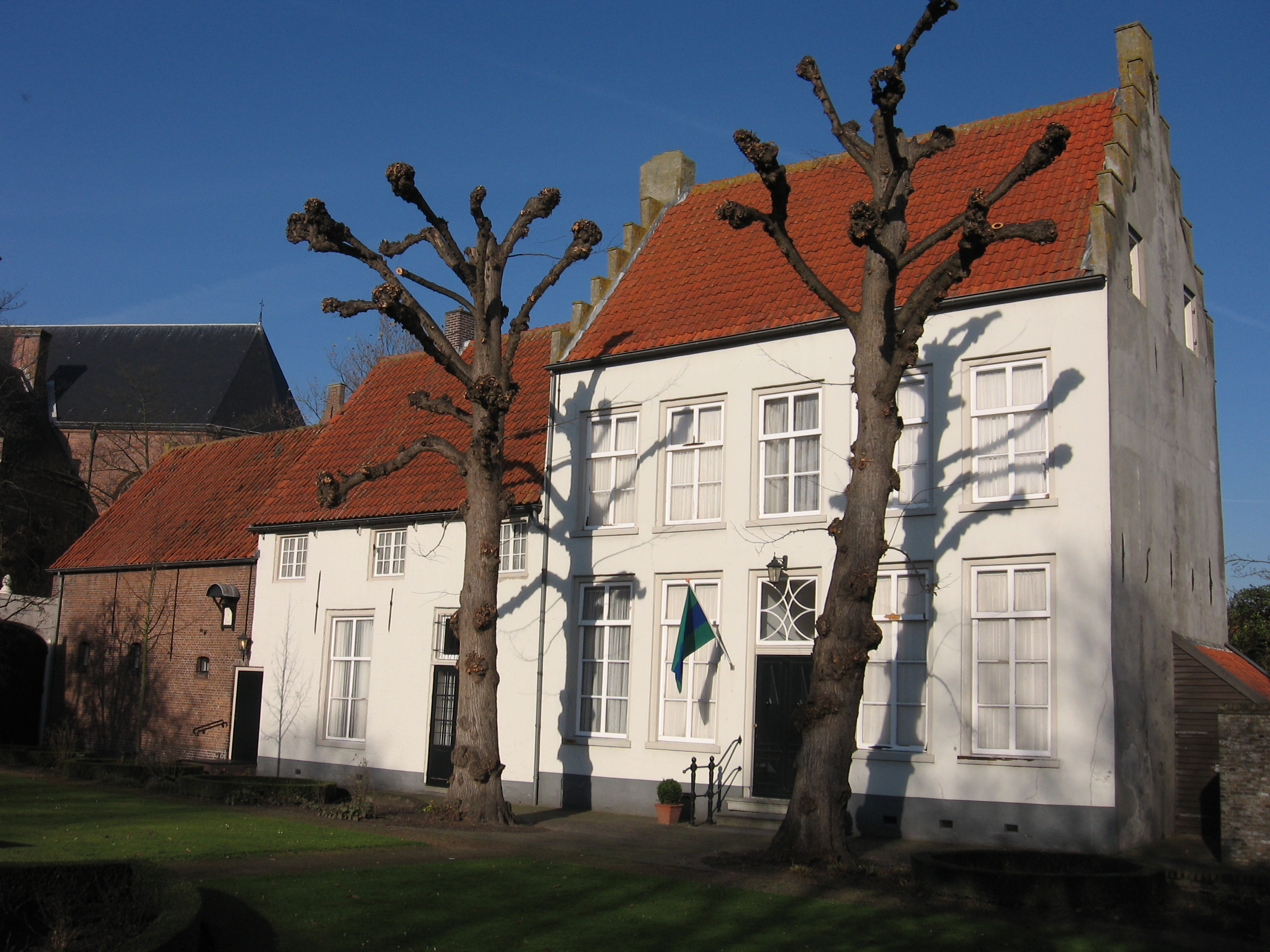
Gouverneurshuis met Museum voor het Land van Heusden en Altena

- Museum voor het Land van Heusden en Altena, in het Gouverneurshuis.

### Tuinen en parken
- Heemtuin "De Meulenwerf" ligt aan de Molenstraat. Ze bevat inheemse planten en cultuurgewassen en is vrij toegankelijk.

## Natuur en landschap
De stad Heusden ligt aan de Bergsche Maas, en aan de overzijde daarvan ontspringt het Heusdens Kanaal dat naar de Afgedamde Maas voert.
De vestingwerken vormen met hun vele waterpartijen een biotoop voor waterleven. De vestingwerken zijn toegankelijk.
In de omgeving van Heusden zijn wandelingen uitgezet die ook het stadje aandoen.

## Economie
Heusden heeft enkele belangrijke industriebedrijven gehad, waarvan een restant nog aanwezig is:
- De N.V. Heusdensche Conservenfabriek, produceerde groenteconserven, soepen en delicatessen. Ze werd opgericht in 1910. De merknaam was Jonker Fris. In 2008 sloot de Heusdense fabriek haar poorten.
- Verenigde Scheepswerf Heusden (VSH). In 1907 opgericht als nv Maatschappij voor scheeps- en machinebouw "Bergsche Maas", een uitgebreide voortzetting van Stoomsmederij W. de Bruyn. De Gebroeders W en G de Bruyn exploiteerden tussen 1859 en circa 1870 een ijzergieterij ter plaatse die vervolgens door W. de Bruyn voortgezet werd als smederij. Bij de "Bergsche Maas" waren de Rotterdamse ondernemers Brandjes en Dalmeijer betrokken, die ook het formele vestigingsadres vormden. De onderneming ging (te) voortvarend van start met de bouw van diverse sleepkanen, sleepboot, lichter en een gashouder. Maar zij ging reeds in 1908 failliet. Nog in hetzelfde jaar voortgezet door de firma De Haan & Alta (onder de naam Rijn en Maas) en vanaf 1911 als De Haan & Oerlemans, met reeds 100 arbeiders in 1915. Zoals bij veel werven schommelde de werkgelegenheid sterk, in de jaren twintig van 162 tot 245. De crisis betekende een ernstige terugval, met als dieptepunt 1936 toen er nog maar twee personen in dienst waren. Herstel volgde vanaf 1937. In 1954 werd de werf overgenomen door Cornelis Verolme en sterk uitgebreid onder de naam: Verolme Scheepswerf Heusden. De bouw van zeeschepen tot circa 23.000 ton was nu mogelijk en de werkgelegenheid liep op tot 580 eind 1966. Verolme ging failliet als Rijn-Schelde-Verolme in 1983. Daarna werd de werf overgenomen door Scheepswerf De Hoop. Deze verkocht de werf in 2005. Op het terrein vestigde zich daarna drie bedrijven: TeamCo Shipyard B.V., dat casco's tot complete schepen ombouwde en onderdeel was van Veka Groep, De Ruiter en Van Sluisveld. Van Sluisveld verhuurde het bedrijf in 2007 aan VSH, behorend tot IHC Merwede. Het bouwde onder andere sleephopperzuigers en scheepssecties. In 2013 verliet IHC Merwede de scheepswerf in Heusden. Eigenaar van de werf, Ronald van Sluisveld, vond in het bedrijf Allseas een nieuwe huurder.[7] Allseas is een bedrijf dat actief is in offshore installatie van pijpleidingen voor olie- en gastransport.

## Voorzieningen
- Heusdens Buro voor Toerisme
- Verzorgingshuis Sint Antonius
- Basisschool Johannes Paulus

## Verkeer en vervoer
Heusden is bereikbaar via de N267.
Heusden is per openbaar vervoer bereikbaar met buslijn 135 van Arriva die rijdt van 's-Hertogenbosch naar Wijk en Aalburg.
De Landelijke Fietsroute 12: de Maas en Vestingroute passeert Heusden (samen met LF 7) ten oosten bij het veer over de Bergse Maas.

## Sport
Op zaterdag 20 augustus 2022 liep de route van de tweede etappe (van 's-Hertogenbosch naar Utrecht) van de Ronde van Spanje 2022 door Heusden.

## Bekende personen uit Heusden (Vestingstad)
- Jan I van Nassau (ca. 1450-1512), heer van Corroy en Frasne, kastelein van Heusden
- Gisbertus Voetius (1589-1676), theoloog, hoogleraar en predikant
- Jacob van Eyck (ca. 1590-1657), klokkendeskundige, beiaardier en blokfluitist
- Willem van Nassau-Siegen (1592-1642), een familielid van Willem van Oranje en gouverneur van Heusden
- Dirck van Delen (ca. 1605-1671), kunstschilder
- Jacob II van Wassenaer Obdam (1645-1714), generaal in de Spaanse Successieoorlog
- De patriot Johannes Conradus de Kock (1756-1794) en zijn zoon Baron de Kock (1779-1845), minister van buitenlandse zaken.
- Gijsbertus Martinus Cort Heyligers (1770-1849), Nederlandse infanteriegeneraal
- Hendrik Merkus de Kock (1779-1845), gouverneur-generaal van Nederlands-Indië, minister van Binnenlandse Zaken
- Frederik Johann Hinrichs (1838-1909), militair
- Kees Bol (1916-2009), kunstschilder en tekenaar
- Harm Bouman (1917-2001), collaborateur
- John Leddy (1930–2022), acteur, vader van Rixt Leddy
- Hans Jansen (1931-2019), theoloog, historicus en auteur
- Jan Verhoeven, zanger
- Frank Ferrari (1945), zanger
- Henri Bol (1945-2000), kunstschilder
- Clemens Briels (1946), beeldend kunstenaar
- Hans de Booij (1958), zanger
- Frans Willem Verbaas (1962), theoloog, predikant en auteur
- Rixt Leddy (1976), actrice, dochter van John Leddy
- Josje Huisman (1986), zangeres, danseres, presentatrice en (musical-)actrice
- Veerle van Spijk (2003), voetbalster

## Trivia
- Op 23 november 1985 was hier de landelijke Sinterklaasintocht. Het was de eerste met de Pakjesboot 12 en de laatste met Adrie van Oorschot als Sinterklaas.
- Het boek Alles te verliezen (2008) van de Nederlandse schrijfster Esther Verhoef speelt zich o.a. in Heusden af. Naar aanleiding van het boek organiseerde het Heusdens Buro voor Toerisme (HBT) stadswandelingen langs de in het boek voorkomende plaatsen.
- Een groot gedeelte van de VPRO-televisieserie Taart werd in 2014 in Heusden opgenomen. Onder andere de voormalige slagerij Janson, de Vismarkt en het Gouverneurshuis fungeerden als decor in de serie, die vanaf 7 september 2014 wekelijks op NPO Zapp uitgezonden werd.

## Afbeeldingen

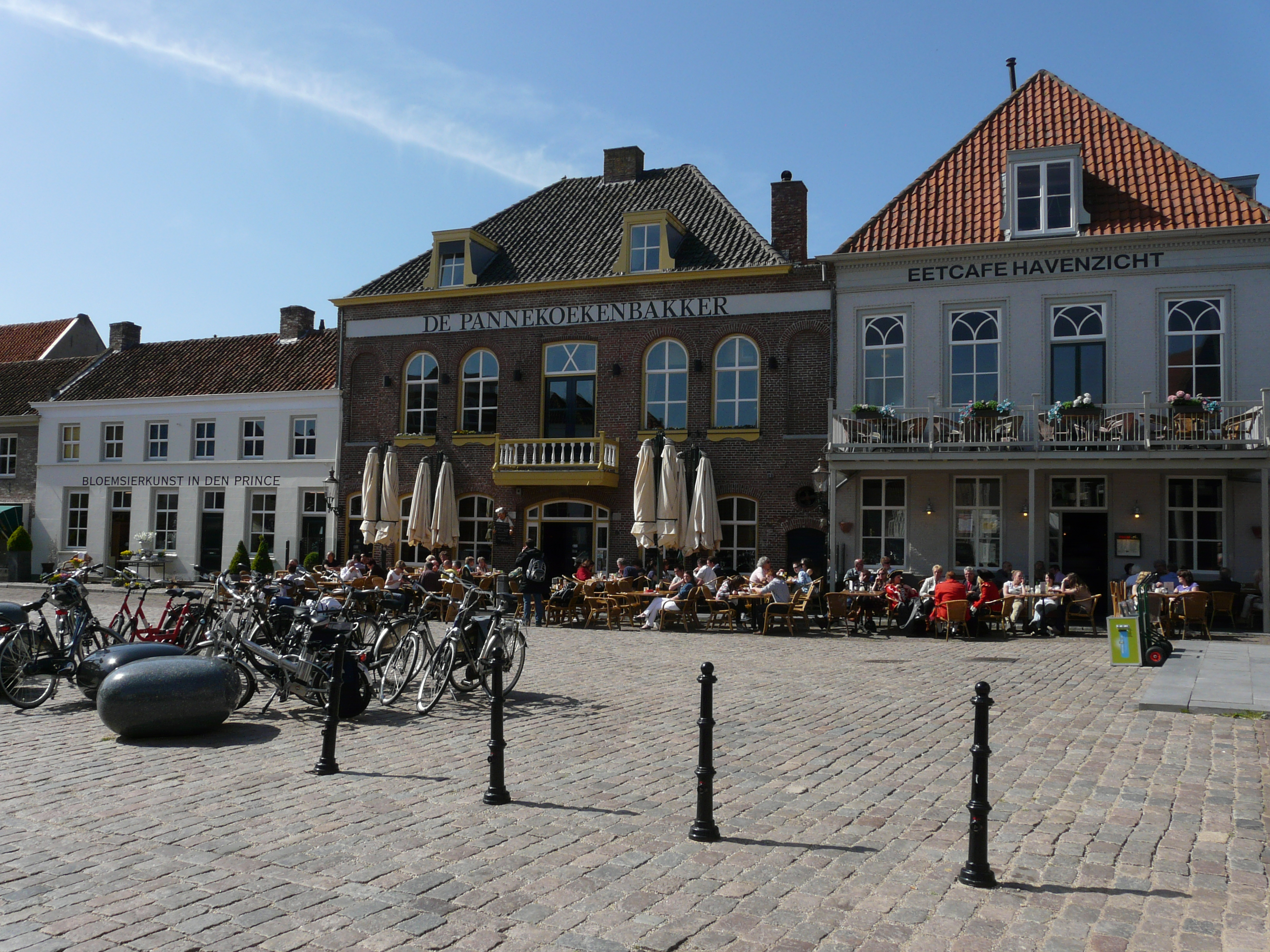
Vismarkt
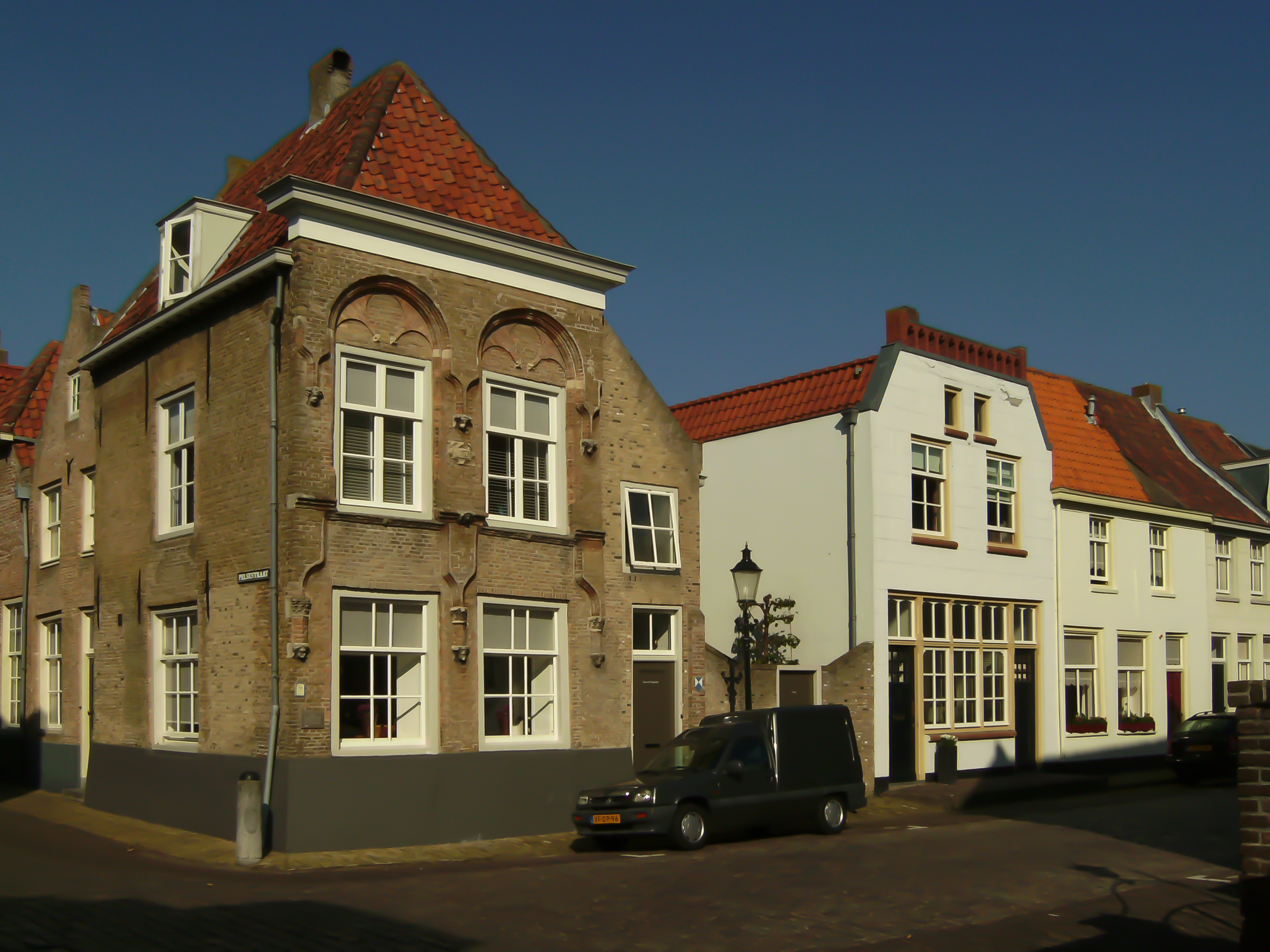
woonpanden in vesting
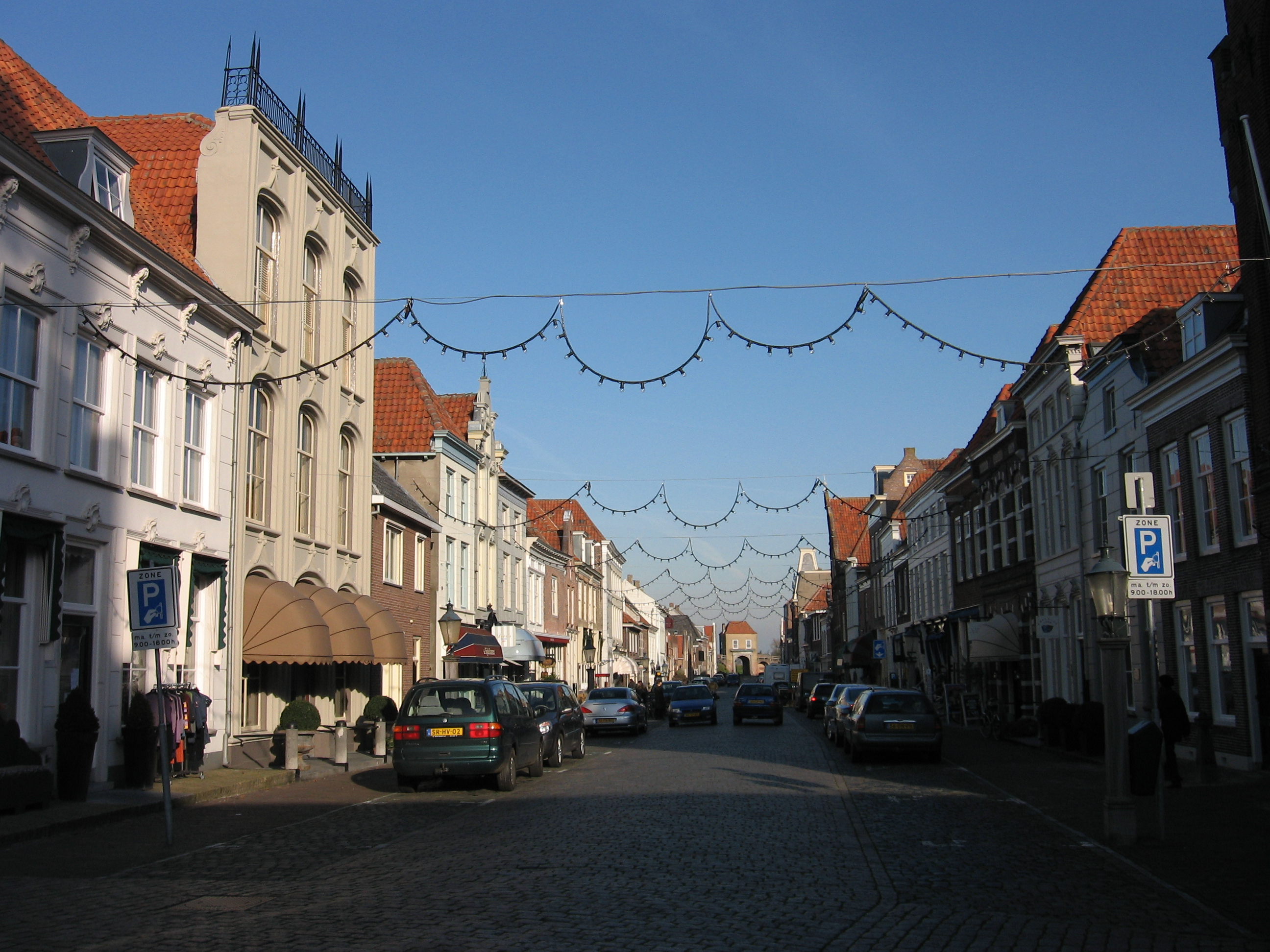
Botermarkt
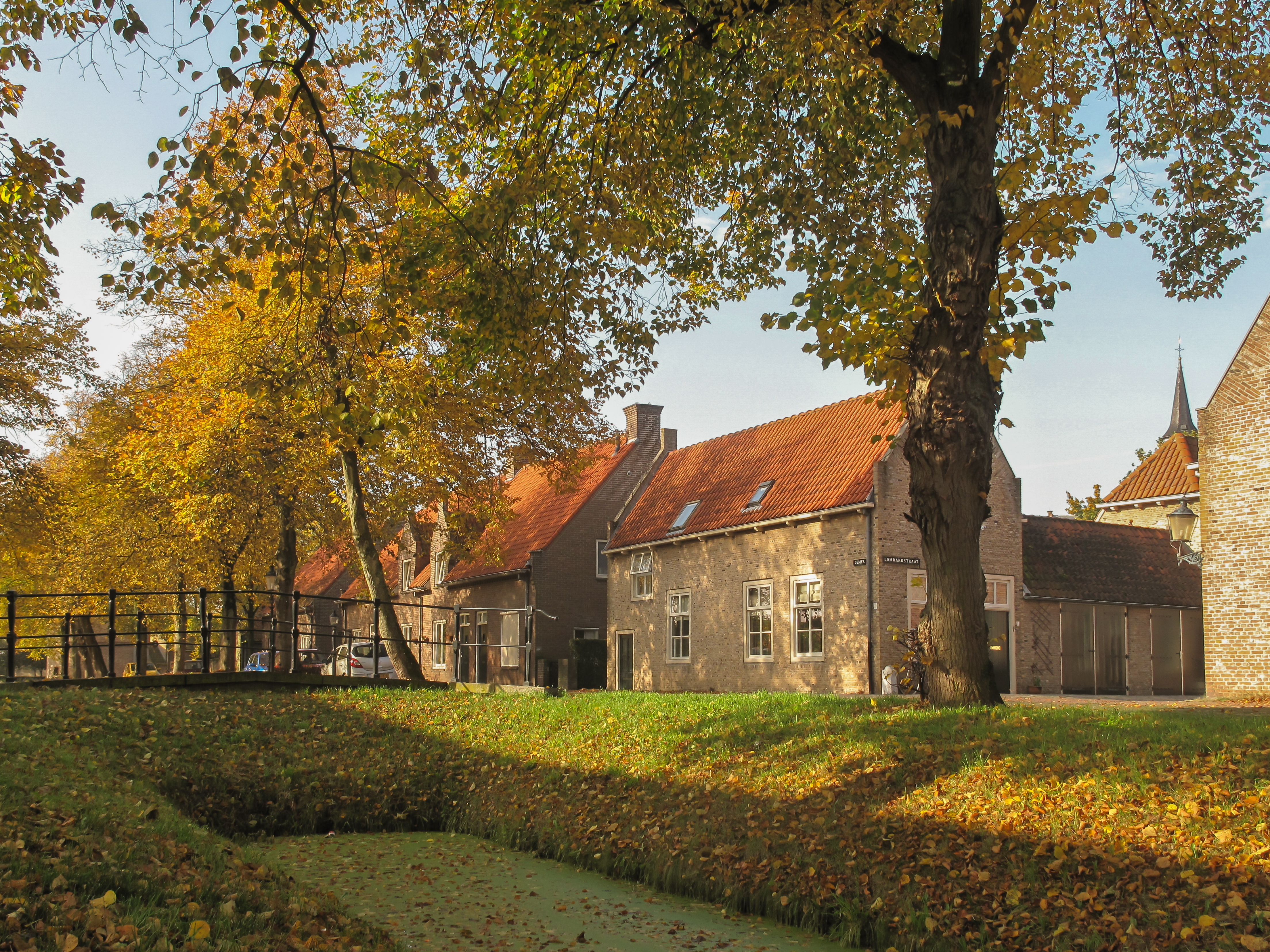
Lombardstraat-Demer
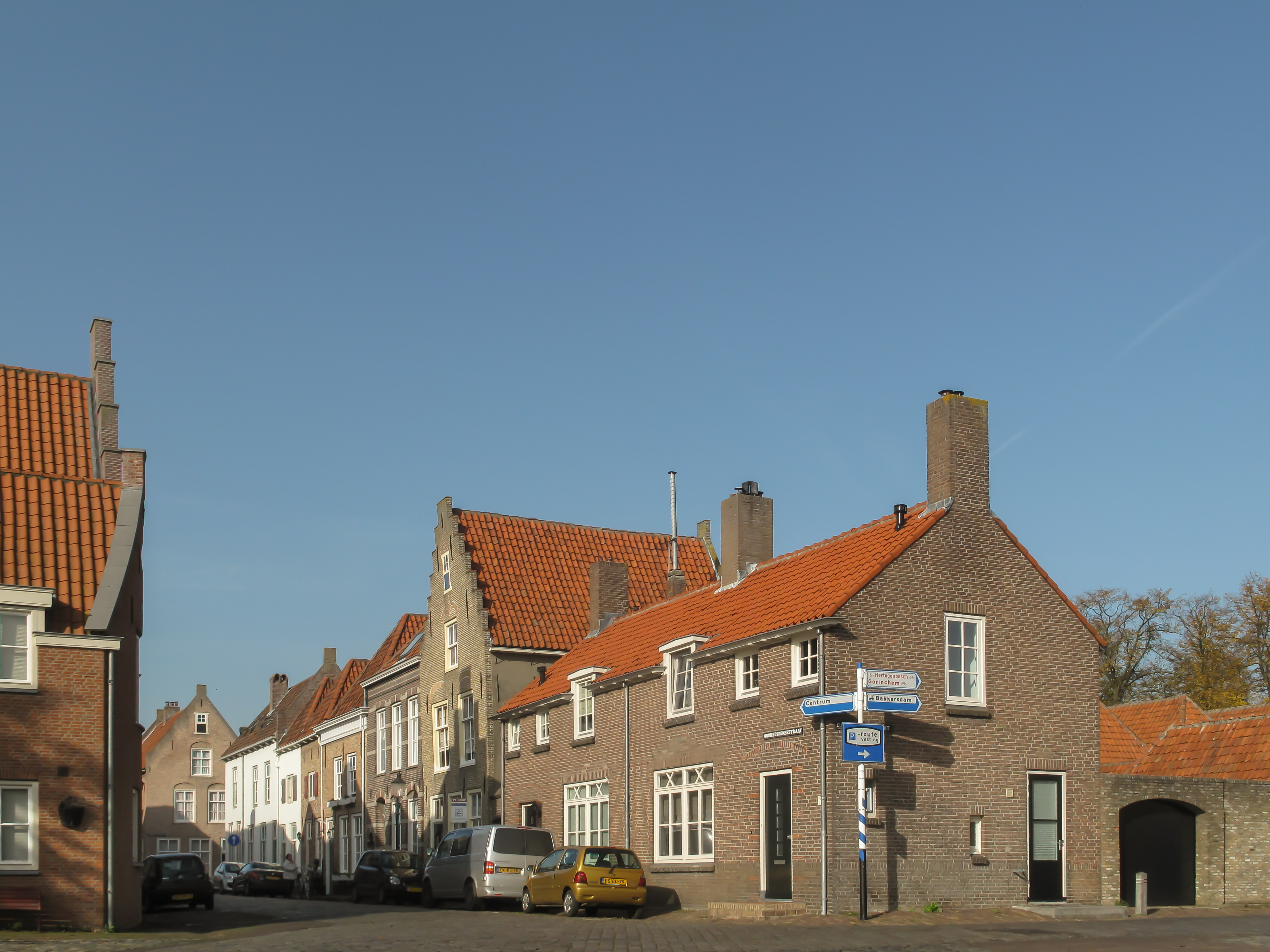
straatzicht in de vesting
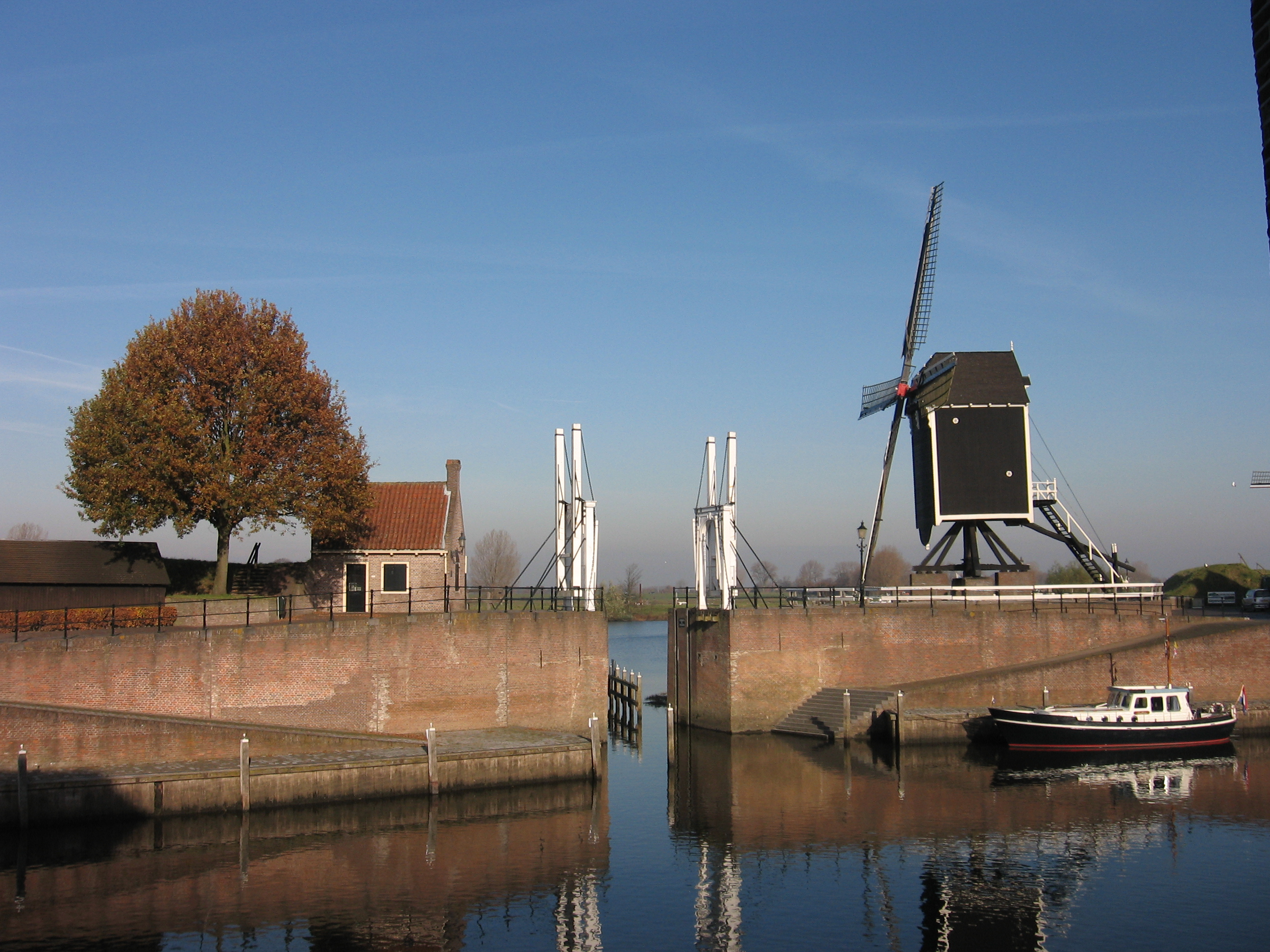
Haven van Heusden
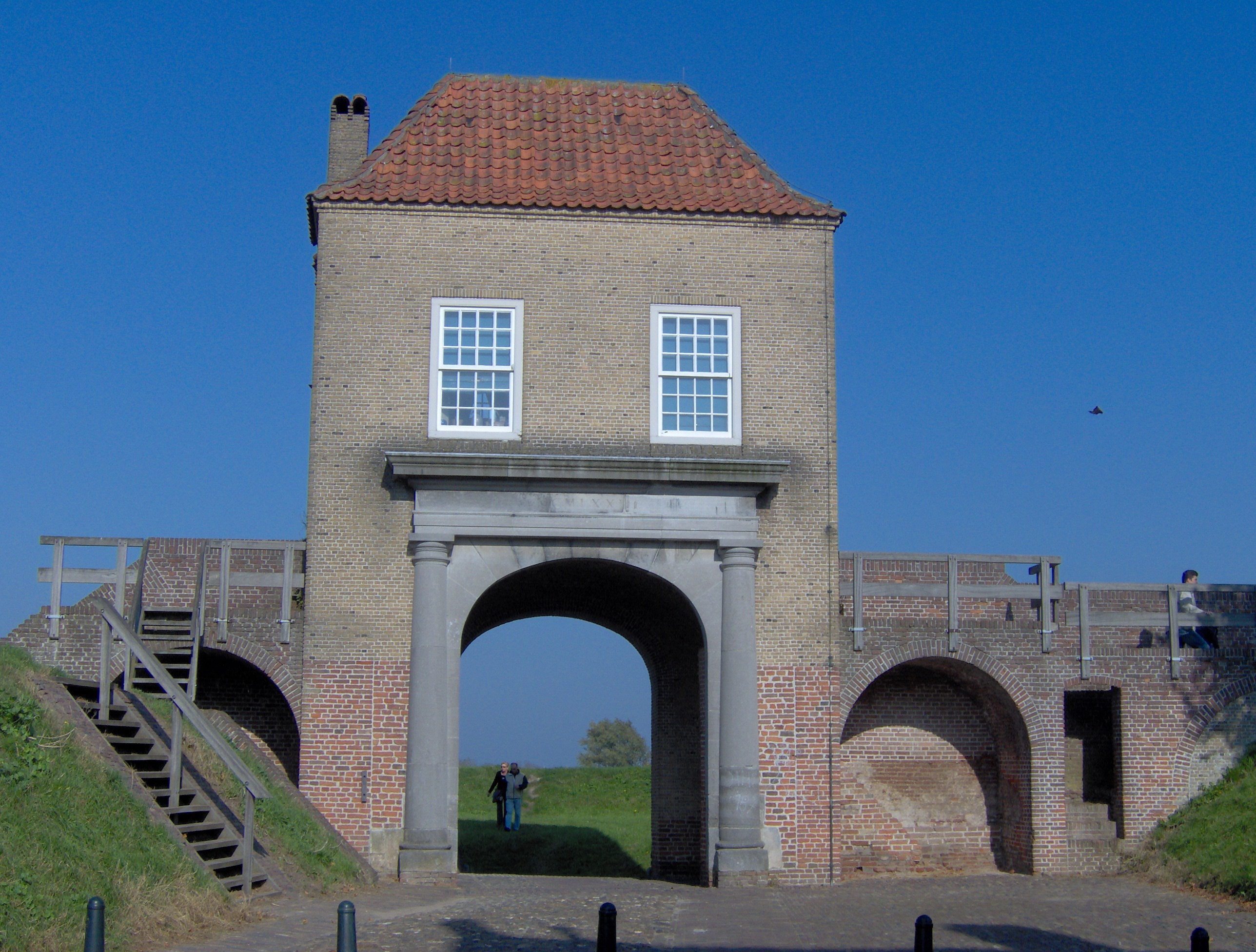
Veerpoort
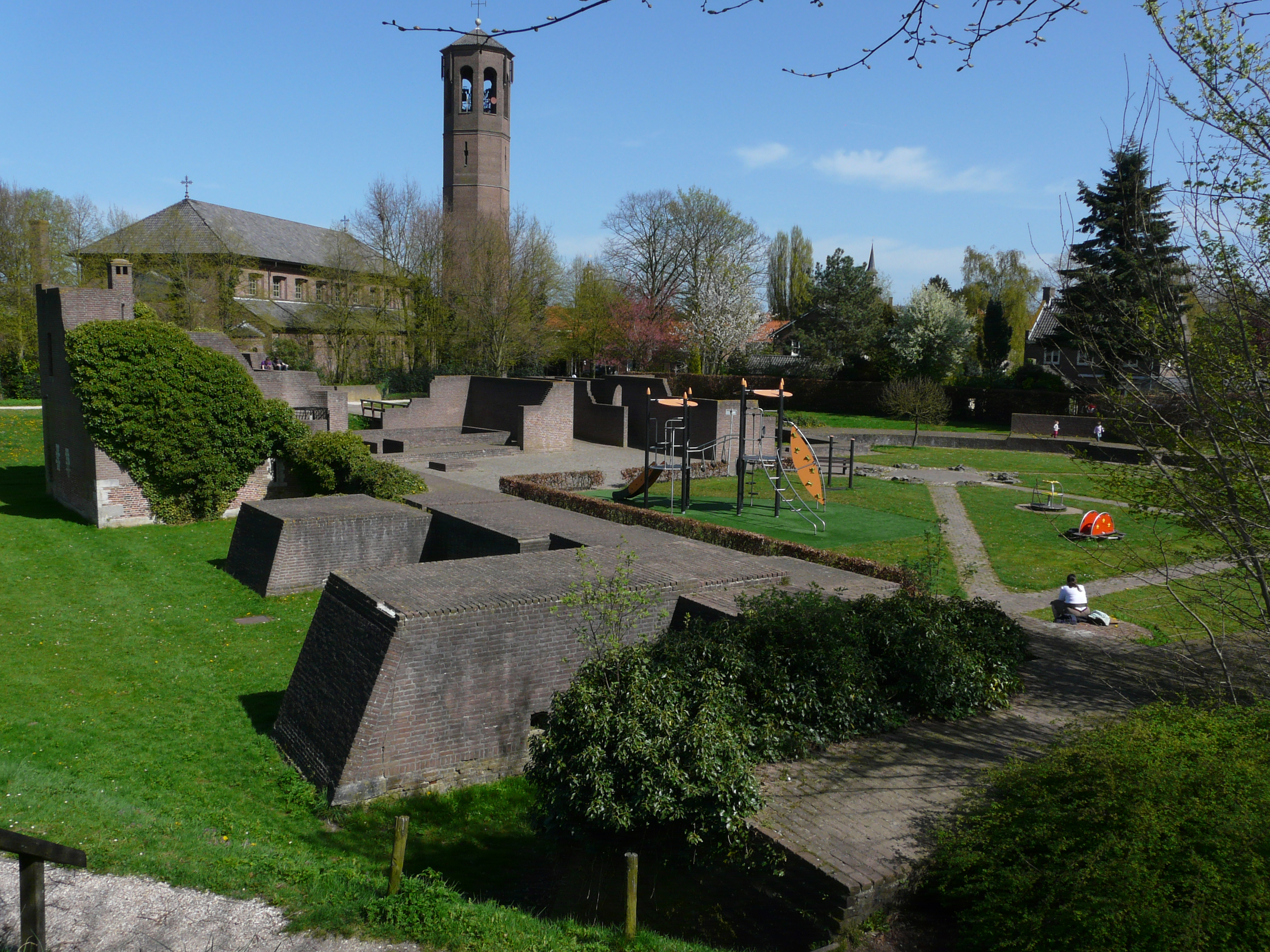
Restanten Kasteel Heusden
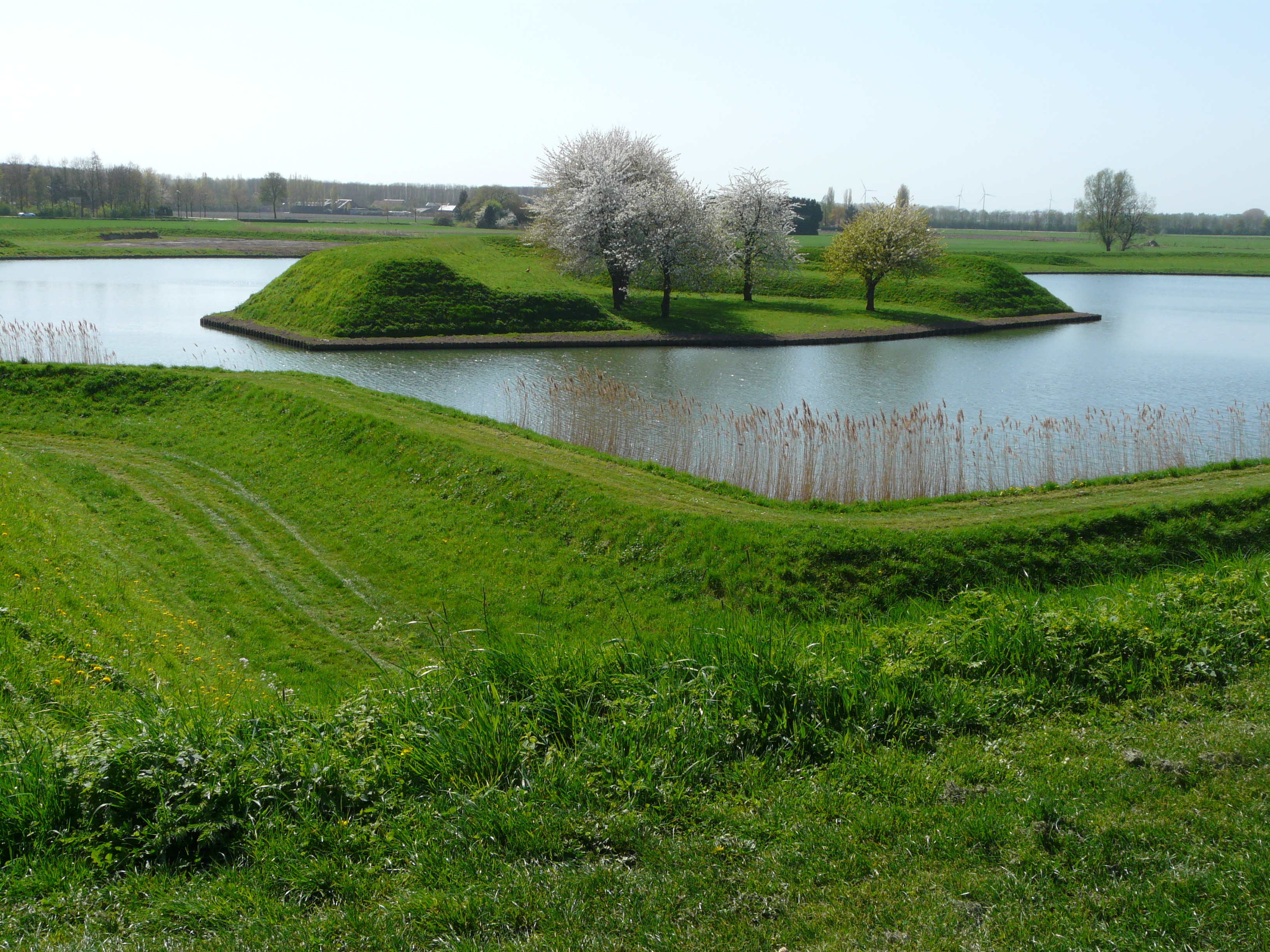
Vestingwerken
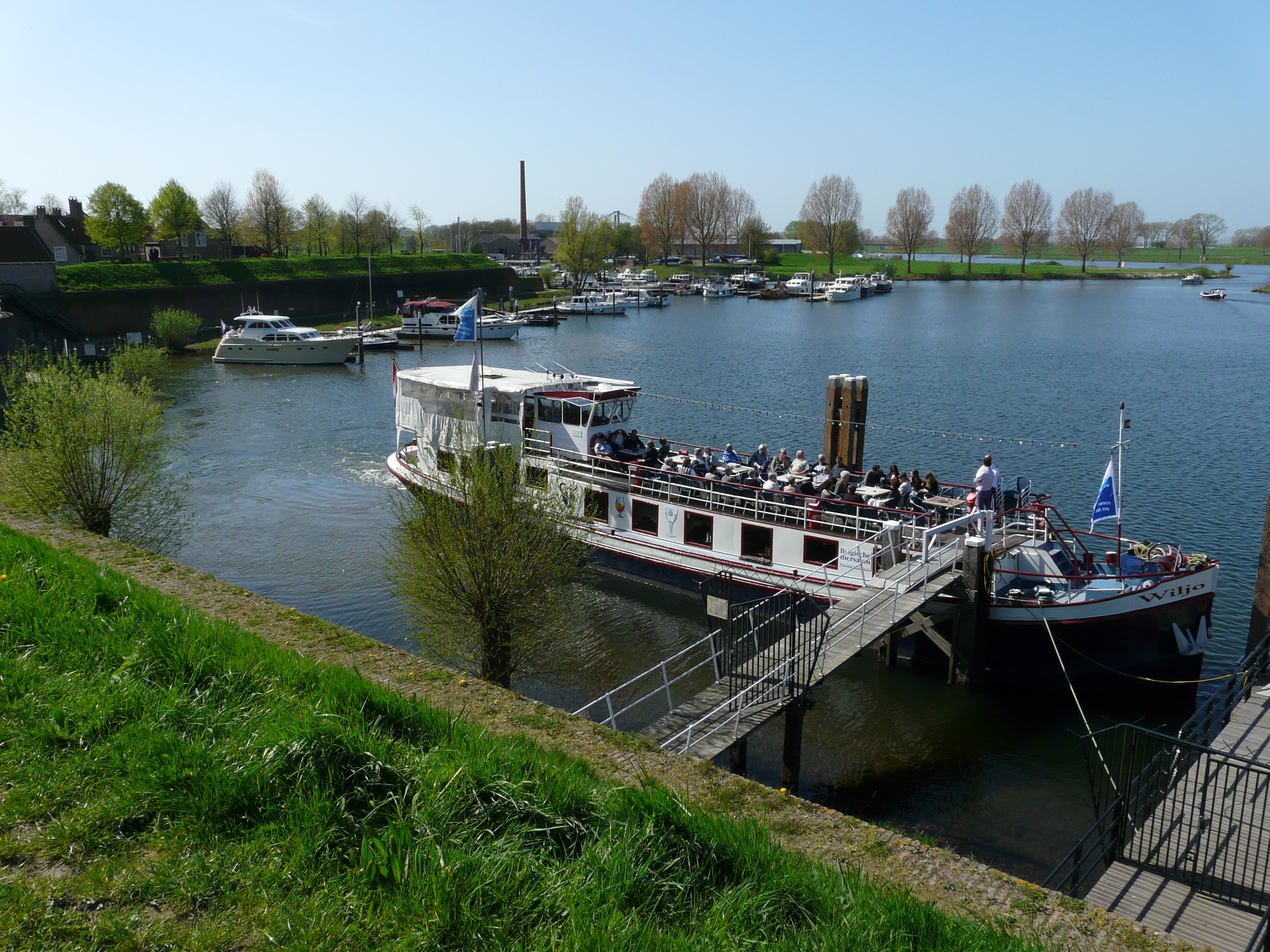
Jachthaven